# Манкевичувна, Толя
Толя Манкевичувна (пол. Tola Mankiewiczówna, наст. имя и фамилия Теодора Олекса, в замужестве Теодора Раабе; 8 мая 1900, Броново, Ломжинский повет — 27 октября 1985, Варшава) — польская актриса и певица театра, оперы, оперетты, ревю и кино.

## Биография
Родилась 7 мая 1900 года в д. Броново в Ломжинской губернии Царства Польского. Дебютировала на сцене Краковской оперы в 1921 году. Актриса театров в Варшаве, Познани и Белостоке. Умерла 27 октября 1985 года в Варшаве, похоронена на кальвинистском кладбище в Варшаве.

## Фильмография
- 1933 — Десять процентов мне / 10% dla mnie
- 1934 — Обеты уланские / Śluby ułańskie
- 1934 — Парад резервистов / Parada rezerwistów
- 1934 — Чем мой муж занят ночью? / Co mój mąż robi w nocy?
- 1935 — Любовные маневры / Manewry miłosne
- 1937 — Госпожа Министр танцует / Pani minister tańczy